# Dublin (Georgie)
Dublin je město ve státě Georgie ve Spojených státech amerických. Je sídlem okresu Laurens County. V roce 2010 zde žilo 16 201 obyvatel.